# Bulweria bifax
Bulweria bifax е изчезнал вид птица от семейство Procellariidae.

## Разпространение
Видът е разпространен в Света Елена, Възнесение, Тристан да Куня.